# Sparkes Bay
Die Sparkes Bay (russisch Бухта Небесная Buchta Nebesnaja, deutsch ‚Paradiesbucht‘) ist eine Nebenbucht der Vincennes Bay an der Budd-Küste des ostantarktischen Wilkeslands. Sie liegt zwischen der Mitchell-Halbinsel im Norden sowie der Halbinsel Robinson Ridge und der zu den Windmill-Inseln gehörenden Odbert-Insel im Süden.
Erstmals kartiert wurde sie anhand von Luftaufnahmen der United States Navy, die 1947 und 1948 während der Operation Highjump und der Operation Windmill entstanden. Das Advisory Committee on Antarctic Names benannte sie 1963 nach Leutnant Robert S. Sparkes von der US-Navy, militärischer Leiter der Wilkes-Station im Jahr 1958.